# Chiesa di San Pietro Apostolo (Caldiero)
La chiesa di San Pietro Apostolo, nota anche come chiesa dei Santi Pietro e Mattia, è la parrocchiale di Caldiero, in provincia e diocesi di Verona; fa parte del vicariato dell'Est Veronese, precisamente dell'Unità Pastorale Pieve.

## Storia
Nel 1816, visto l’aumento della popolazione, era stato incaricato l’architetto Luigi Trezza di stilare un progetto per una chiesa più ampia, che andava a sovrapporsi parzialmente alla parte anteriore della parrocchiale precedente, dedicata a San Giovanni Battista. La pianta era a tre navate, con andamento nord-sud e facciata tripartita, che ricorda quella della Basilica di San Giorgio Maggiore di Andrea Palladio, direttamente sulla strada.
La chiesa parrocchiale attuale fu costruita tra il 1831 e il 1845 su progetto dell’architetto Giuseppe Barbieri. La chiesa di San Giovanni Battista fu ridotta nella sua lunghezza e oggi è ancora esistente come oratorio. La demolizione permise di avere un ampio sagrato e una facciata arretrata rispetto alla strada.
Il Barbieri morì nel 1838 e non poté vedere il tempio completato.	
Il 18 ottobre 1873 la chiesa fu consacrata dal Vescovo di Verona (futuro Cardinale) Luigi di Canossa, ma la facciata fu completata solo successivamente, tra il 1888 e il 1895, dal sacerdote-architetto Angelo Gottardi seguendo in parte il progetto del Barbieri, visto che preferì innalzare il prospetto, dando così meno significato alle ali.
La facciata subì un intervento di restauro nel 2000, su progetto dell’architetto Antonio Freddo, mentre tra il 2004 e il 2005 si intervenne sull’apparato pittorico interno, con progetto dell’ingegnere Alberto Maria Sartori.

## Descrizione

### Esterno
La facciata a capanna neoclassica, rivolta a sud, presenta al centro, tra due coppie di semicolonne con capitelli corinzi, il portale d’ingresso. Ai suoi lati due nicchie con le statue dei Santi Pietro e Mattia, opere di A. Pontata.
Sopra il portale vi è un’epigrafe che ricorda la dedicazione del tempio, mentre alla stessa altezza, ai lati, vi sono due bassorilievi con scene della vita dei Santi Pietro e Mattia.
La facciata è chiusa dal timpano, al cui vertice è collocata una Croce metallica.

### Interno
La chiesa si presenta come un’unica aula rettangolare coperta da una volta a botte al cui centro vi è un dipinto raffigurante l’Assunzione della Vergine Maria, mentre in quattro tondi vi sono scene della Passione.
Il pavimento è costituito da quadrotte in pietra calcarea bianca della Lessinia e rosso ammonitico collocate in modo da formare un disegno a losanghe.
Le pareti, intonacate e tinteggiate, illuminate dalle finestre a lunetta sommitali, presenta semicolonne corinzie che sostengono la trabeazione con fregio iscritto, che percorre l’intero perimetro interno.

Sempre sulle pareti sono presenti dei dipinti a tempera eseguiti dai pittori Rocco Pittaco e Alessandro Zenatello. In dieci riquadri si racconta la vita di San Pietro, mentre nella lunetta sopra l’ingresso è raffigurata la Cacciata dal Tempio.
Sull’aula vi sono le aperture delle quattro semicappelle laterali, poste due per lato. A sinistra gli altari dell’Immacolata e della Vergine Maria. Sul lato destro quelli di Santa Teresa (e Maria Mater Purissima) e di San Pietro Apostolo, dove è posta la pala di Felice Brusasorzi con Cristo che consegna le chiavi a San Pietro alla presenza di San Zeno, San Giovanni Battista e San Mattia. Sulla stessa parete si trova anche, vicino all’ingresso, la cappellina del Battistero, dove dal 2008 si trova l’antico fonte battesimale con vasca ottagonale in marmo rosso Verona scolpito da J. Gamba, risalente al 1610. Sul lato opposto vi è la cappellina dedicata a San Francesco d’Assisi.
Gli altari delle semicappelle, tutti neoclassici, contemporanei alla costruzione del luogo di culto, sono attribuiti dal Simeoni allo scultore avesano Grazioso Spiazzi.
Il presbiterio, a pianta quadrata, rialzato di tre gradini in pietra bianca rispetto alla navata, è coperto da una cupola con pennacchi su cui sono raffigurati i Quattro Evangelisti. Essa è sostenuta da quattro semipilastri corinzi polistili angolari e decorata con decorazioni vegetali a tempera, mentre al centro vi è l’Agnus Dei.
Su quattro mensole vi sono quattro statue dei Quattro Evangelisti.
Il pavimento è in quadrotte alternate di marmi rosso Verona e biancone posate a corsi obliqui.
Nel 1967 è stato compiuto l’intervento di adeguamento liturgico. Le balaustre sono state rimosse e in parte riutilizzate per formare il nuovo altare verso il popolo, è stato collocato un ambone ligneo, posto sul lato sinistro del presbiterio e posta la sede del celebrante, lignea anch’essa, ai piedi dell’altare maggiore preconciliare.
Ai lati del presbiterio vi sono due grandi archi a tutto sesto che lo collegano a due ampie cappelle laterali a base quadrangolare, usate come aule minori per i fedeli. In esse sono stati rimontati nel 1900 due altari barocchi provenienti dalla chiesa precedente. Quello a sinistra, in marmi policromi e con Madonna e santi, risale al 1651, mentre quello di destra, del XVIII secolo, presenta una statua di Gesù
Nel catino absidale è dipinta la Trasfigurazione del Signore, copia della parte superiore della celebre pala dipinta da Raffaello Sanzio.
Nell’abside si è rinnovato il coro nel 2001 e si è realizzato il soppalco della cantoria.
Dalla cappella laterale destra rispetto al presbiterio si accede alla sacrestia, mentre sul lato destro della chiesa vi è la cappella feriale.

#### L'organo
Sulla cantoria nell'abside si trova l'organo a trasmissione elettrica, opera di Gastone Leorin.

## Campanile

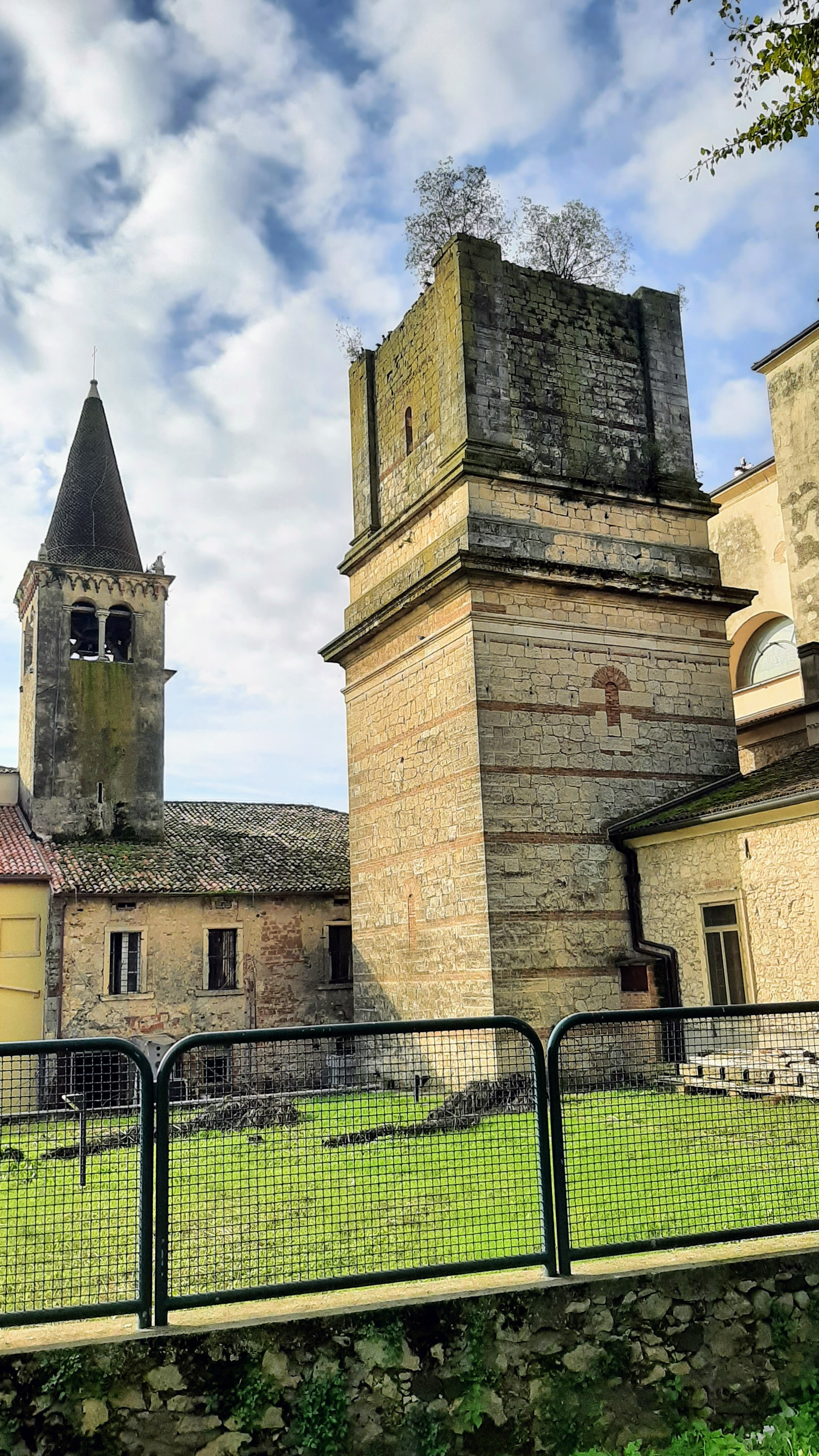
A destra il campanile incompiuto della nuova parrocchiale; a sinistra il campanile della vecchia parrocchiale.

Nel 1913 iniziarono i lavori per innalzare il campanile secondo il progetto del Barbieri, ma, a causa dell’inizio della Prima Guerra Mondiale, si interruppero nel 1915 per non riprendere più. Rimane così visibile, sul lato destro della chiesa, la parte costruita della torre, a base quadrata.
Per questo la chiesa usufruiva del campanile del XV secolo della vecchia parrocchiale, più a destra rispetto alla torre incompiuta.